# 제주 해녀의 물옷과 물질도구
제주 해녀의 물옷과 물질도구는 대한민국 제주특별자치도 해녀의 물옷과 물질도구이다. 2008년 12월 2일 제주특별자치도의 민속문화재 제10호로 지정되었다.

## 개요
세계적으로 최고의 역사성을 가진 여성 전문직 용품으로 제주 해녀들의 천연자연 환경 적응에 대한 과학적, 실용적, 창의적인 작업기능을 가진 물옷과 물질도구 15점에 대하여 민속지식이 잘 응축되어 있고 해산물 채취에 대한 지혜의 소산으로서 문화재적 가치가 높이 평가되고 있다.

## 같이 보기
- 해녀

## 참고 자료
- 제주 해녀의 물옷과 물질도구 - 국가유산청 국가유산포털